# Кросфит
Кросфит (на английски: CrossFit, Inc.) е американска фитнес компания създадена от Грег Гласмън и Лорън Дженаи през 2000 година. Промотиран като физическа активност и състезателен спорт, кросфитът включва елементи от спортовете – вдигане на тежести, гимнастика, плуване, гребане и бягане. Тренировките са бързи, с висока интензивност и обикновено без почивки.
Според Грег Гласмън кросфит не е специализирана фитнес програма, а преднамерен опит да се оптимизира физическата компетентност в следните 10 фитнес умения: сърдечно-съдова и дихателна издръжливост, силова издръжливост, сила, гъвкавост, експлозивност, скорост, координация, ловкост, баланс и точност.
Кросфитът е широко популярен в САЩ и се практикува в над 10 000 фитнес клубове в страната.
Често тренираните упражнения в кросфит включват: мъртва тяга, клек, набиране, напади, бягане, кофички, лицеви опори, преса, изтласкване, обръщане и изхвърляне, катерене по въже, коремни преси, подскоци и скачане на въже, хвърляне на медицинска топка, раменни преси и комбинирани движения като силови възлизания.

## Кросфит игри
Кросфит игрите се провеждат всяко лято от 2007 година насам. Състезателите взимат участие в надпревари, включващи упражнения, за които научават само часове преди изпитанието и понякога включващи изненадващи елементи, които не са част от кросфит режима. Примери за това са – плуване в океана, кратък триатлон и хвърляне на софтбол топка.
Игрите са представени като състезание целящо да определи „най-подготвения състезател“, като участниците трябва да са подготвени за всичко. Игрите включват дивизии за състезатели от всеки пол, както и различни възрастови групи за ветерани.

## Критики
Кросфитът е често критикуван и една от основните причини е интензивността на трениране и опасността от контузии и травми. Пред най-голям риск са изложени начинаещите и тези, които тренират интензивно, но са в слаба форма.
Кросфитът може да бъде и предпоставка за развиване на рабдомиолиза – заболяване, което може да доведе до смърт. Така през 2005 година трениращ по програмата на кросфит успява да осъди компанията за причинени контузии и повишена опасност от рабдомиолиза. Той получава 300 000 долара за причинените му щети.
През 2005 The New York Times директно асоциира рабдомиолизата с кросфит упражненията в статия с име „Влез във форма, дори това да те убие“. В статията се цитира спортен журналист, който твърди, че няма как неопитни хора да се занимават с кросфит без да се наранят.